# Alebra bella
Alebra bella är en insektsart som beskrevs av Hamilton 1995. Alebra bella ingår i släktet Alebra och familjen dvärgstritar. Inga underarter finns listade i Catalogue of Life.